# Ite (distrito)
Ite é um distrito do Peru, departamento de Tacna, localizada na província de Jorge Basadre.

## Transporte
O distrito de Ite é servido pela seguinte rodovia:
- PE-1S, que liga o distrito de Lima (Província de Lima à cidade de Tacna (Região de Tacna - Posto La Concordia (Fronteira Chile-Peru) - e a rodovia chilena Ruta CH-5 (Rodovia Pan-Americana)
- TA-100, que liga o distrito à cidade de Locumba
- TA-101, que liga o distrito à cidade de Locumba
- PE-1SD, que liga o distrito de Samuel Pastor (Região de Arequipa) à cidade de Tacna (Região de Tacna) [1][2][3]